# Adelophryne baturitensis
Adelophryne baturitensis är en groddjursart som beskrevs av Hoogmoed, Borges och Paulo Cascon 1994. Adelophryne baturitensis ingår i släktet Adelophryne och familjen Eleutherodactylidae. IUCN kategoriserar arten globalt som sårbar. Inga underarter finns listade i Catalogue of Life.
Arten förekommer i en mindre region i delstaten Ceará i östra Brasilien. Den lever i låga bergstrakter mellan 600 och 1000 meter över havet. Adelophryne baturitensis vistas i ursprungliga skogar och den gömmer sig ofta i lövskiktet på marken. Den söker närheten till ett vattendrag.
Individerna är aktiva på dagen. Äggen läggs troligtvis vid fuktiga ställen i marken.